# Шевченко Андрій Степанович
Андрій Степанович Шевченко (29 червня 1911, село Деньги, Золотоніський повіт, Полтавська губернія, Російська імперія (тепер Золотоніський район, Черкаська область) — 10 квітня 1996, місто Москва, Російська Федерація) — радянський діяч, агроном, помічник 1-го секретаря ЦК КПРС Микити Хрущова. Кандидат сільськогосподарських наук (з 1940), доктор сільськогосподарських наук (з 1974). Член-кореспондент Всесоюзної академії сільськогосподарських наук імені Леніна (ВАСГНІЛ) (у 1958—1960 роках), академік ВАСГНІЛ (у 1960—1992 роках).

## Життєпис
Народився в селянській родині. З 1929 року працював агрономом.
У 1933 році закінчив Київський інженерно-економічний (сільськогосподарський) інститут.
У 1934—1939 роках — науковий співробітник (агроном), завідувач дослідного поля Херсонського району Українського науково-дослідного інституту землеробства.
Член ВКП(б) з 1939 року.
У 1939—1940 роках — завідувач відділу сільськогосподарських наук, у 1940—1941 роках — заступник відповідального редактора газети «Колгоспник України». У 1941 році — відповідальний редактор газети «Колгоспник України».
У роки німецько-радянської війни був учасником партизанського руху, працював у штабі партизанського руху 4-го Українського фронту. З 1941 по листопад 1943 року — начальник радіостанції імені Т.Г. Шевченка і голова Українського радіокомітету.
У листопаді 1943—1947 роках — відповідальний редактор республіканської сільськогосподарської газети «Колгоспник України».
У 1947 — серпні 1949 року — заступник завідувача сільськогосподарського відділу ЦК КП(б) України.
У серпні 1949 — квітні 1950 року — відповідальний редактор республіканської сільськогосподарської газети «Колгоспне село».
У 1950—1953 роках — помічник 1-го секретаря Московського обласного комітету ВКП(б) Микити Хрущова.
У 1953—1964 роках — помічник 1-го секретаря ЦК КПРС Микити Хрущова з питань сільського господарства.
У 1964—1989 роках — старший науковий співробітник відділу економіки хімізації Всесоюзного науково-дослідного інституту економіки сільського господарства.
З 1990 року — провідний науковий співробітник-консультант консультативно-впроваджувального наукового центру «Агроекономіка» Всесоюзного науково-дослідного інституту економіки сільського господарства.
Помер 10 квітня 1996 року в Москві.

## Наукова діяльність
Основні наукові праці присвячені рослинництву та економіці сільськогосподарського виробництва. Вивчав історію культури, біологію та агротехніку кукурудзи у різних кліматичних зонах СРСР. Узагальнив передовий досвід її вирощування для використання в зерновому господарстві та тваринництві в центральних та північних областях РРФСР, Білорусії, Прибалтиці, Сибіру, Казахстані. Приділяв значну увагу популяризації досягнень у цій галузі сільськогосподарських наук зарубіжних країн. Розробляв проблеми економічної ефективності застосування хімічних продуктів у сільському господарстві.

### Публікації
- Кукурудза. Казань: Таткниговидав, 1960.
- На цілинних землях Сибіру та Казахстану. М.: Сільгоспгіз, 1960.
- Кукурудза: Для обміну досвідом двері широко відчинені. 2-ге вид., Дод.  М.: Сільгоспвидав, 1961.

## Звання
- батальйонний комісар

## Нагороди
- орден Леніна (1957)
- орден Вітчизняної війни І ст. (1945)
- орден Вітчизняної війни ІІ ст. (6.04.1985)
- два ордени Трудового Червоного Прапора (23.01.1948, 1961)
- орден «Знак Пошани» (1945)
- орден Праці (Чехословаччина)
- медаль «Партизанові Вітчизняної війни» 1-го ст.
- медаль «За трудову доблесть»
- медаль «Ветеран праці»
- Ленінська премія (1960) — за участь у створенні книги «Віч-на-віч з Америкою» (про поїздку Микити Хрущова в США).[1].